# Милојко Вуцелић
Милојко Вуцелић (енгл. Michael Vucelic; Гарешница, 11. јун 1930 — Ла Хола, 7. септембар 2012) био је амерички инжењер машинства, српског поријекла. Био је руководилац пројекта, а у периоду 1966—1978. и један од директора америчког свемирског програма Аполо. За рад на пројекту Аполо добио је више награда и признања, од којих је најважније највише америчко цивилно одликовање Предсједничка медаља слободе. Након што је напустио НАСА-у, радио је у неколико компанија, као и у властитој компанији Ideal Electric. Живио је са супругом у Менсфилду у америчкој савезној држави Охајо.

## Образовање
Милојко Вуцелић родио се 11. јуна 1930. у Гарешници — у породици Љубице (рођене Хрговић) и Јосифа (Joce) — грађевинског инжењера запосленог као надзорник пруге у Државним железницама Краљевине Југославије са службом на колодвору Мишулиновац. Основну школу и првих седам разреда гимназије завршио је у Бјеловару, а 1948. године је матурирао у Трећој мушкој гимназији у Загребу. Године 1954. на Стројарском факултету Свеучилишта у Загребу дипломирао је теоријску механику у класи професора Базјанца. Током студија се почео бавити ваздухопловством. Тако је у Ваздухопловном центру у Вршцу завршио једриличарски и пилотски курс, а током читавог студија био је активни члан Аероклуба Загреб, те је радио као техничар у Авионској радионици. Након стицања дипломе емигрирао је у Њемачку, гдје прво радио у компанији Мерцедес Бенц у Штутгарту, а затим и у компанији Форд у Келну.

## Рад у САД
Након двије године рада у Њемачкој, 1956. отишао је у САД, гдје се запослио у компанији Цесна Еркрафт. У компанији је радио на пројектовању авиона Цесна C182RG. Радио је на пројектовању првих увлачећих стајних органа за тај тип авиона. Послије тога се запослио у компанији Норт Америкен авиејшн, у којој је радио као пројектант уређаја за спасавање пилота из авиона пресретача F-104 старфајтер и стратешког бомбардера B-58 хаслер.

### Програм Аполо
Од фебруара 1962, тј. самог почетка програма, учествовао је у програму Аполо, као запосленик компаније Норт Америкен авиејшн, касније Норт Америкен Роквел, која је по уговору са НАСА-ом, радила на матичном свемирском броду Аполо. Недуго прије тога, у децембру 1961. године добио је америчко држављанство. Радио је на анализама различитих концепција слијетања на Мјесец и на одређивању спецификација разних система матичног борда и других система и уређаја. Рад на програму Аполо започео је као инжењер, да би касније постао директор, тј. менаџер, у НАСА-ином центру у Хјустону, гдје је био задужен за отклањање свих грешака до којих би могло доћи током лета, па су га колеге звали „менаџером за проблеме”. У том је периоду интензивно сарађивао са главним контролором лета Јуџином Кранцом.
У интервјуу из 2004. за портал Хрватске свемирске агенције изјавио је да својим највећим достигнућем током рада на програму Аполо сматра мисију Апола 8, лансирану 21. децембра 1968, када је увјерио руководство програма да умјесто трошења ресурса тростепене ракете Сатурн V за још једно понављање мисије у орбити око Земље, Аполо 8 може кренути у мисију око Мјесеца. Током мисије астронаути су Мјесец облетјели десет пута и успјешно се вратили на Земљу.
Послије историјске мисије спуштања на Мјесец Апола 11 20. јула 1969. НАСА је одустала од мисија 18, 19 и 20. Вуцелић је тада добио задатак да прошири могућности матичног брода за истраживање Мјесеца из орбите (енгл. Lunar Orbital Science Missions) у задње три мисије — 15, 16 и 17 додавањем додатних истраживачких инструмената, као и да руководи испитивањима из Мјесечеве орбите.
Послије рутинске мисије Апола 12, на идућој мисији почео се користити нови систем пражњења резервоара с текућим кисеоником гријањем истих. Током припрема за мисију вршена су пражњења текућег кисеоника, приликом чега је изгорјела сва изолација на електричним кабловима у резервоару, и нико није био свјестан да је мисија послана на лет с неисправним инсталацијама. Након 55 сати лета, прије планираног спавања астронаута, требало је укључити гријаче у резервоару број 2 како би се повисио притисак и спријечило активирање аларма ниског притиска за вријеме њиховог спавања. Када га је астронаут Џек Свајгерт укључио дошло је до кратког споја и резервоар број два је експлодирао. Вуцелић је руководио успјешним спашавањем астронаута, те га је као члана тима мисије Аполо 13, 18. априла 1970. тадашњи амерички предсједник Ричард Никсон одликовао највишим америчким цивилним одликовањем Предсједничком медаљом слободе.

### Програм Скајлаб
Учествовао је и на програму прве америчке орбиталне свемирске станице — Скајлабу, лансираној 1973. године. Када је завршен програм Аполо, НАСИ су преостала три неискоришћена свемирска брода с три ЛЕМ модула, као и по три тростепене ракете Сатурн V и двостепене Сатурн I B, те је Вуцелић добио задатак да им пронађе могућу примјену. Још од октобра 1969. године, када се састао с совјетским космонаутом Береговојем, пошто је знао руски језик, постао је руководилац програма америчко-совјетске сарадње у свемирским програмима, чији је иницијатор био амерички предсједник Ричард Никсон. Неискоришћени свемирски бродови су тако нашли употребу у оквиру америчко-совјетског свемирског програма Аполо-Сојуз. Радио је на прилагођавању свемирских бродова за спајање са совјетским Сојузом. При томе је сарађивао са совјетским космонаутом Алексејом Леоновим и америчким астронаутом Томом Стафордом. Прије самог лансирања Skajlaba, у љето 1975. премјештен је у Лондон у функцији потпредсједника East West Tradea за Rockwell International Company задуженог за развој трговинских односа са земљама источне Европе, те је тиме напустио рад у НАСА. Ипак, цијели ток мисије провео је као специјални НАСА-ин извјештач додијељен Би-Би-Си-ју.

### Роквел,и
На новом радном мјесту је радио на пословима развоја трговинске сарадње са земљама Источног блока, па су тако авиони Аерофлота који су летјели изван Совјетског Савеза ускоро били опремљени апаратима за контролу, навигацију и комуникацију Роквел Колинса, на Камазове камионе су се почеле уграђивати погонске осовине и кочнице произведене у Роквелу, а остварена је и сарадња на развоју авиона Јак-40. Руководио је заједничким америчко-пољским развојем пољопривредног авиона М-10 дромадер, којег и данас производи пољска компанија ПЗЛ Миелец.
Од 1981. године радио је у америчкој телефонској компанији AT&T на послу организовања и руковођења новим огранком ATT Inc у Њујорку. Послије пет година рада у AT&T-u, 1986. године, је заједно са супругом купио компанију Ideal Electric у Менсфилду, Охајо с 200 радника. Након више од 20 година, продао је компанију јужнокорејској компанији Хјундаи.
У септембру 2009. на позив Министарства дијаспоре Владе Републике Србије заједно с колегом Славољубом Вујићем је послије 30 година посјетио Београд. Одржали су предавање на Машинском факултету гдје су представили своја сазнања с циљем да младе људе подстакну да свој таленат примјене у Србији. Такође одржали су и предавање у Ваздухопловном савезу у Београду.
Учествовао је у градњи реплике Пенкалиног авиона из 1910, чиме се 2010. године у Хрватској обиљежила 100. годишњица моторне авијације. Вучелић је осигурао мотор за реплику.
Године 2011. прикључио се као савјетник међународном тиму Синерђи Мун (енгл. Synergy Moon), који у конкуренцији више десетина тимова учествује у такмичењу Гугл Лунар Икс Прајз, чији је циљ лансирати приватно конструисану летјелицу која ће на Мјесец спустити робота способног да се креће по њему и шаље слике и друге податке на Земљу.
Био је члан Академије инжењерских наука Србије. Године 2005. је на приједлог Генералне скупштине Државе Охајо, због извлачења компаније Ideal Electric из банкрота и стварања респектабилне компаније, уврштен у Предузетничку кућу славних Охаја.

## Поријекло
Године 1704. послије Велике сеобе Срба по вођством патријарха Арсенија III Црнојевића Вуцелићи су се преселили из Колашина у данашњој Црној Гори у село Горње Дубраве поред Огулина у тадашњој Хабзбуршкој монархији. Милојков прадјед, официр Слуњске пуковније, Рафаел Вуцелић је од цара Франца Јозефа добио племићку титулу. Вуцелић је на основу племићке титуле коју је носио његов прадјед био члан Хрватског племићког збора. Био је једини Србин који је био члан тога друштва.
Вуцелићева бака и деда по мајчиној страни су прије Првог свјетског рата живели у САД, а у родни крај су се вратили између два рата, јер им се у Америци није хтјела придружити и његова мајка. Након проглашења НДХ деду су му стрељале усташе с првих 200 Срба које су ухапсиле, а баку одвели у Јасеновац, док им је кућа заплењена.
Помагао је у обнови православне цркве Св. Петке у Горњим Дубравама, која је порушена и запаљена 1943. године. Обнову је 1972. године започео његов отац који је рођен у истом мјесту, док га је Милојко финансијски подржао — црква је тада обновљена, али не у изворном облику. Након што је црква оштећена и 1992. године, 2009. је уз помоћ Града Огулина и Министарства културе започела њена обнова. Годину дана касније Вуцелић је, након посјете мјесту на позив огулинског пароха, изразио спремност да се опет укључи у обнову.
Оженио се Немицом Инге (рођена Прецл) из Минхена, докторком психологије, с којом је имао два сина, Александра и Николу и петоро унучади. Дуги низ година је живео у Менсфилду у Охају, а пред крај живота се преселио у Ла Хоју у Калифорнији.

## Дела
- , Техничка књига, Загреб, 1970.
- . Техничка књига, Загреб, 1971.